# Barnard 147
Barnard 147 è una nebulosa oscura visibile nella costellazione del Cigno.
Si individua pochi primi a sud del brillante ammasso aperto NGC 6871, in un campo in cui la sua oscurità risalta sul ricco sfondo stellare; possiede una forma sinuosa, che lo fa rassomigliare a un serpente ed è circondato da una tenue nebulosità diffusa, che pervade l'intero campo, parte del Complesso nebuloso molecolare del Cigno. Si osserva anche in un piccolo telescopio amatoriale, dove appare come un buco scuro nella ricca scia di stelle della Via Lattea.